# Renault Vel Satis

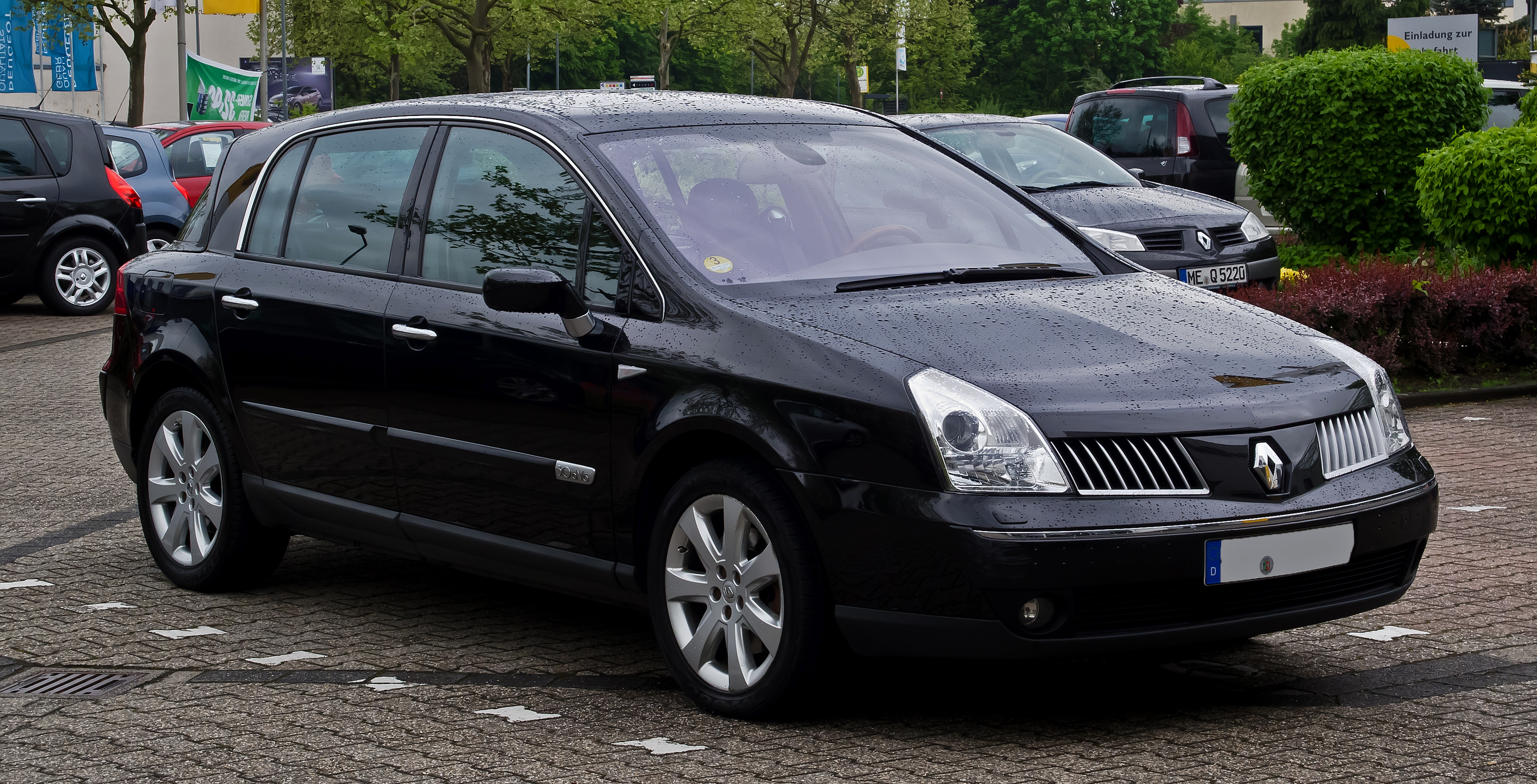

Renault Vel Satis är en bil som tillverkades av den franska biltillverkaren Renault mellan 2001 och 2009. Den lanserades som ersättare till Renault Safrane. 
Formen är det utmärkande elementet hos denna modell, som trots sin storleks- och prisklass inte är av klassisk sedantyp, utan ser snarare ut som en gigantisk halvkombi. Bakpartiet slutar i en dramatisk knyck; ett karaktärsdrag som Renault introducerade i och med coupémodellen Avantime och förde vidare till Mégane år 2002. Kupéutrymmet och bagageutrymme är, på grund av denna form, spatiöst. Den tekniska grunden delar den med Renault Laguna II och Renault Espace IV och motorerna som erbjuds utvecklades i samarbete med Nissan. Vel Satis har aldrig sålt särskilt bra i Europa och i Sverige har någon reguljärimport aldrig varit aktuell, även om några privatimporterade exemplar ändå har letat sig hit.
Renault Vel Satis var fram till 2009 president Nicolas Sarkozys direktionsbil.

## Kuriosa
- Renault Vel Satis förekommer i filmatiseringen av Da Vincikoden från 2006 då munken Silas rattar den i en scen.